# Busan Lotte World Tower
Der Busan Lotte World Tower ist ein im Baustopp befindlicher Wolkenkratzer in der südkoreanischen Stadt Busan. Er wird Teil des gesamten Komplexes Lotte Town. Im Jahr 2011 wurde bereits ein umliegendes Einkaufszentrum eröffnet.
Der Aushub der Baugrube für den Komplex begann bereits am 18. Dezember 2000, mit den Tiefbauarbeiten für den Tower wurde im Frühjahr 2011 begonnen. Das Einkaufszentrum wurde 2009 fertiggestellt und im Jahre 2010 eröffnet. Ziel ist es, ein höheres Gebäude als das Shanghai World Financial Center zu errichten. Zuerst, als das Gebäude in Shanghai 460 Meter hoch werden sollte, war ein Turm mit 465 Meter Höhe geplant. Nach mehreren Jahren Baustopp am Shanghai World Financial Center stand fest, dass dieses nun 492 Meter hoch werden wird, so wurde der Entwurf des Busan Lotte Tower überarbeitet und man plante einen 494 Meter hohen Wolkenkratzer. Nach weiteren Überarbeitungen sollte der Turm 510 Meter hoch werden. Damit würde er den Taipei 101 (508 Meter) übertreffen. Der Turm sollte 107 Etagen haben, welche für Hotel und Büroräume dienen werden.
Nach dem Aushub der Baugrube begann der tatsächliche Bau des Turms Ende des Jahres 2011. Im März 2012 wurden am Fundament erste Betonierungen vorgenommen. Die Eröffnung des Turms war folgend für 2015 oder 2016 angedacht. Im September 2013 wurden die Bauarbeiten aus wirtschaftlichen Gründen eingestellt. Als Termin für deren Wiederaufnahme mit einer neuen Planungshöhe von 380 Meter wurde im Januar 2019 der Oktober 2019 bekanntgegeben und als Termin für die Fertigstellung das Jahr 2023. Zudem soll das Gebäude nur noch Busan Lotte Tower heißen. Im Oktober 2019 wurde bekannt, dass die Fertigstellung mindestens 23 weitere Monate benötigen wird und frühestens Ende 2024 erfolgen soll. Im November 2020 hatte die Wiederaufnahme des Baus noch nicht stattgefunden, da es weitere Verzögerungen und Konflikte mit der Kommunalverwaltung von Busan gab.
Das Gebäude ist nicht identisch mit dem Lotte World Premium Tower in Seoul.

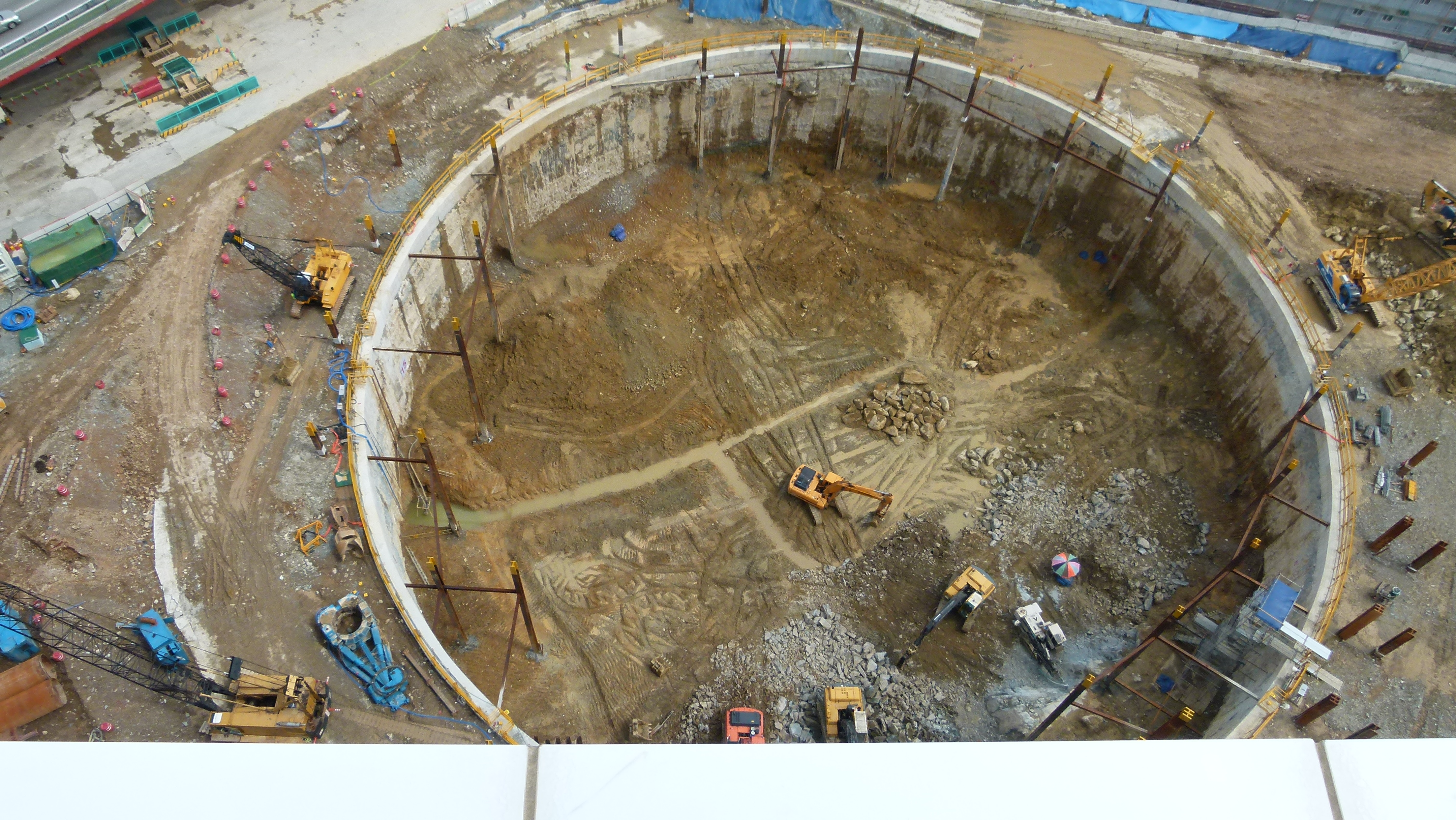
Tiefbauarbeiten für den Busan Lotte Tower, August 2011